# Jean-Jacques Durand de Chiloup
Pour les articles homonymes, voir Chiloup.
Jean-Jacques Durand de Chiloup, né le 6 septembre 1768 à Bourg-en-Bresse et mort le 10 octobre 1852 à Saint-Martin-du-Mont,  est un écuyer, un officier de cavalerie et un homme politique du département de l'Ain de sensibilité royaliste-légitimiste.

## Famille
Il est issu de la famille Durand (de Chiloup) dont le blason est :

« d'azur, au chevron d’or accompagné en chef de trois étoiles d’argent, posées 2 et 1, et en pointe d'une croix fleuronnée aussi d'argent »

Son épouse est Sophie Catherine Guillod.

## Mandats
Il a été maire de Bourg-en-Bresse du 8 février 1816 au 3 septembre 1830. Il est précédemment maire de Saint-Martin-du-Mont de 1805 à 1815 où il est possesseur du château de Chiloup qu'il fait détruire en 1830 pour faire construire en son emplacement la bâtisse actuelle.
Il a également été conseiller général et président du conseil général de l'Ain de 1822 à 1851.

## Distinctions
- Il est fait officier de la Légion d'honneur le 30 avril 1846[2].